# Хабенський Костянтин Юрійович
Костянти́н Ю́рійович Хабéнський (нар. 11 січня 1972, Ленінград, СРСР) — російський актор театру та кіно, народний артист Росії (2012), художній керівник-директор Московського Художнього театру імені А. П. Чехова (з 2021).

## Біографія
Народився 11 січня 1972 року у Ленінграді (нині Санкт-Петербург). 1981 року разом з сім'єю переїхав до Нижньовартовська, де прожив 4 роки. 1985 року сім'я повернулася в Ленінград. Закінчивши 8 класів, Хабенський вступив до технікуму авіаційного приладобудування та автоматики, але після 3 курсу забрав документи, усвідомивши, що технічна спеціальність не для нього. Працював натирачем, двірником, вуличним музикантом, монтувальником в театрі-студії «Субота».
1990 року вступив до Ленінградського державного інституту театру, музики та кінематографії (ЛГІТМіК) (майстерня В. М. Фільштинського). За роки навчання зіграв у числі великих ролей: Ломова у водевілі «Жарти» А. П. Чехова, кілька ролей у постановці «Час Висоцького», канатохідця Матті в «Дорозі» по Ф. Фелліні, Чебутикіна в «Трьох сестрах». Випускна робота — Естрагон (Гого) у постановці Ю. Бутусова «В очікуванні Годо». 1994 року зіграв першу, невелику роль у кіно («На кого Бог пошле»).
В 1995, закінчивши ЛДІТМіК, Костянтин був прийнятий в Експериментальний театр «Перехрестя», де прослужив один рік. Одночасно працював на регіональному телебаченні ведучим відділу музичних та інформаційних програм.

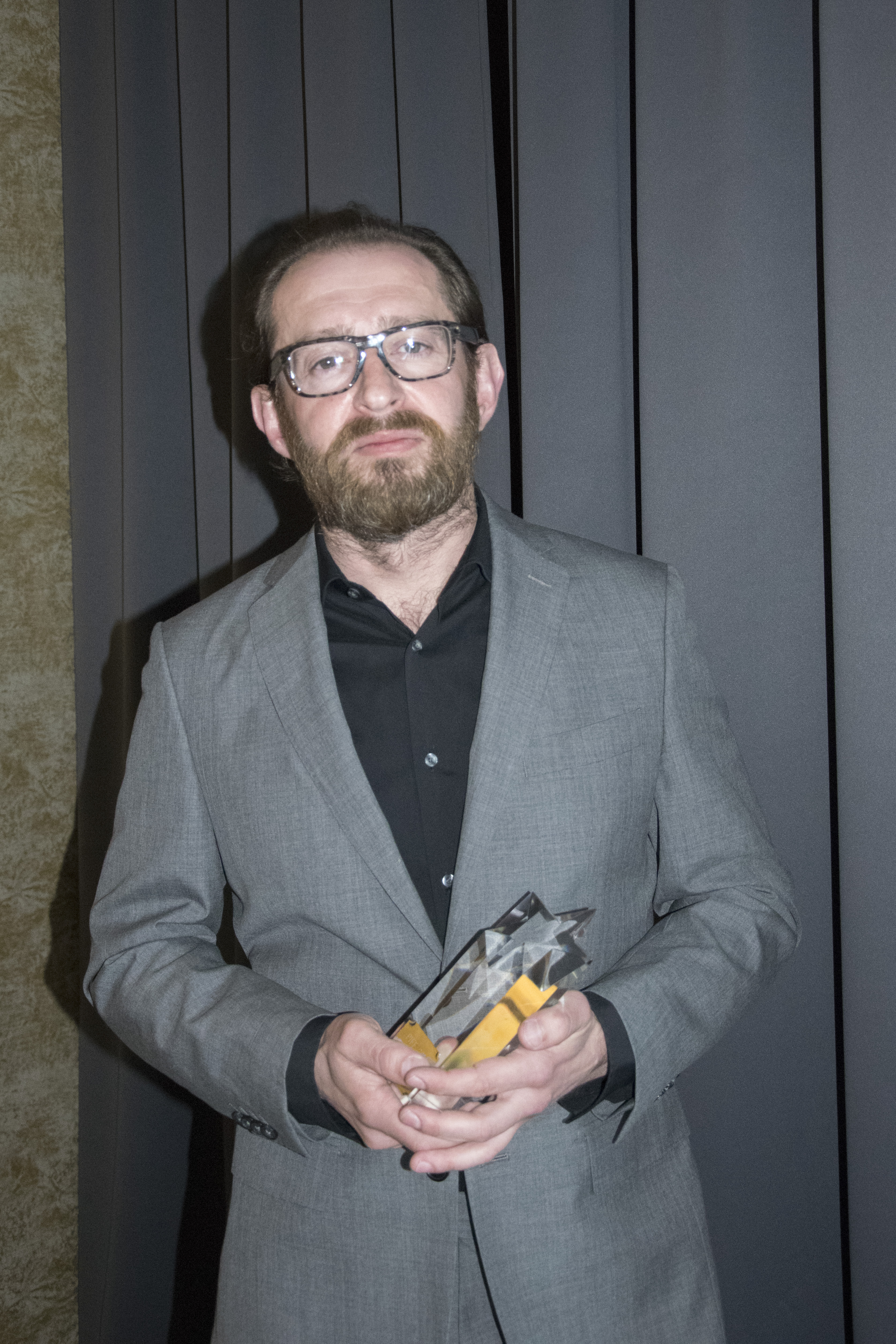
Костянтин Хабенський у 2018

В 1996 перейшов у московський театр «Сатирикон» ім. А. І. Райкіна. Тут молодий актор був зайнятий переважно на других ролях. Серед його робіт — спектаклі «Тригрошова опера» та «Сірано де Бержерак». 1998 року]] він знявся одразу в трьох картинах: у російсько-угорській детективно-фантасмагоричній мелодрамі Томаша Тота «Наташа», соціальній драмі А. Ю. Германа «Хрустальов, машину!» і мелодрамі Дмитра Месхієва «Жіноча власність». За роботу в картині Дмитра Месхієва Хабенському була присуджена премія в номінації «Найкраща чоловіча роль» на Гатчинському кінофестивалі «Література і кіно». Незабаром Костянтин зіграв невелику роль у трилері Миколи Лебедєва «Шанувальник». Наступною помітною роботою в кіно стала головна роль у драмі Володимира Фокіна «Будинок для багатих».
Популярність приніс серіал «Вбивча сила»; телеглядачі запам'ятали його як Ігоря Плахова. Тим часом тривала і його робота в театрі: з 1996 Хабенський виступав на сцені Театру імені Ленсовєта, де грав головну роль у виставі «Калігула». Серед інших робіт актора: Дурник Карл в «Войцеку» Г. Бюхнера, Естрагон у виставі «В очікуванні Годо» С. Беккета, Валентайн в «Поживемо — побачимо» Б. Шоу.
Сьогодні Костянтин Хабенський входить в трупу МХТ ім. Чехова. Ще однією помітною роботою в кіно стала роль Саші Гур'єва у фільмі Філіпа Янковського «У русі». Співпраця з Ф. Янковським продовжилося у фільмі «Статський радник» (Грін).
Найбільшу популярність Хабенському принесли фільми «Нічний дозор» та «Денний дозор». Персонаж фільму Антон Городецький став однією з найвідоміших ролей Хабенського. У 2006 актор знявся в картині «Час пік» за романом Єжи Ставінського. В останні роки актор багато працює в кіно: зіграв Олександра Колчака у фільмі «Адмірал» та Костю Лукашина у «Іронії долі. Продовження», 2010 року знявся в головній ролі у фільмі «Викрутаси» режисера Левана Габріадзе, 2011 року — в ролі Олексія Турбіна в телесеріалі «Біла гвардія».
Хабенський — засновник благодійного фонду для дітей, хворих на рак. На церемонію свого нагородження званням «Народний артист Росії» він прийшов у Кремль з саморобним значком «Діти поза політикою». За словами актора, тим самим він хотів привернути увагу до проблем дітей-сиріт у зв'язку з «законом Діми Яковлева», відповіддю російського уряду на «закон Магнітського».

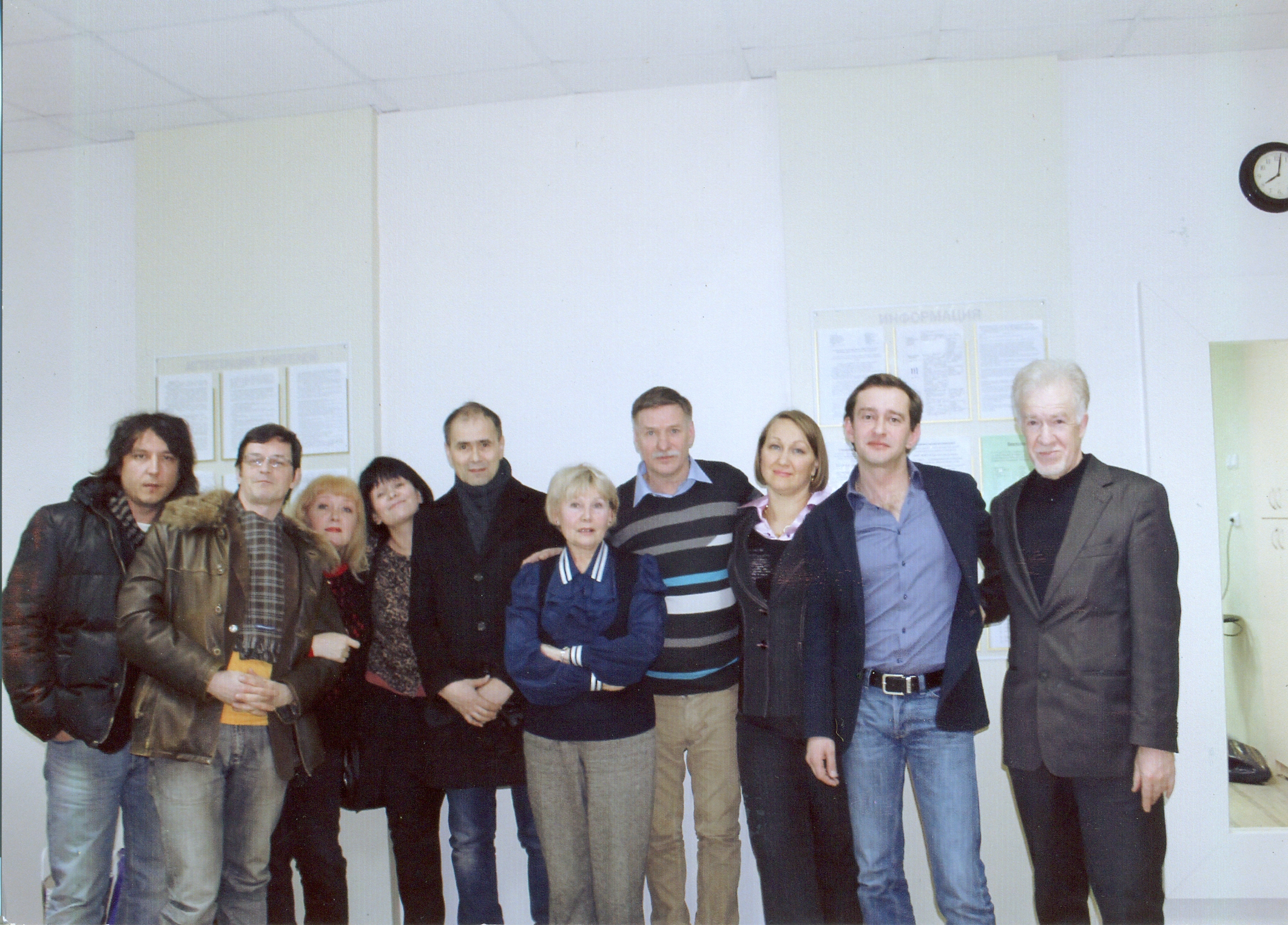
Костянтин Хабенський з колегами зі студії творчого розвитку, Казань, 2012 рік

З 2010 року Костянтин почав відкривати студії творчого розвитку по всій Росії. Студії з'явилися в містах: Воронеж, Казань (дві студії), Санкт-Петербург (дві студії), Новосибірськ, Уфа, Нижній Тагіл, Єкатеринбург (дві студії), Перм (дві студії). Влітку 2012 в Єкатеринбурзі пройшов загальний збір всіх «Театральних студій при благодійному фонді Костянтина Хабенського» під назвою «Оперення 2012». «Оперення 2013» пройшло в Уфі. Фестиваль «Оперення 2014» пройшов в Казані.
З 28 жовтня 2021 року — художній керівник-директор Московського Художнього театру імені А. П. Чехова.

## Громадянська позиція
У липні 2018 року Хабенський відвідав Крим, окупований Росією, через закриті пункти пропуску, через що був внесений до бази сайту «Миротворець».
У 2022 році після початку вторгнення Росії в Україну скасував кілька запланованих постановок свого театру, аргументуючи це тим, що «по-людськи неправильно зараз брати матеріал для сцени художнього театру, який би якось іронізував, йорнічав чи мав свою інтерпретацію на тему, пов'язану з будь-якими військовими діями та пов'язаними з ними людськими трагедіями», оскільки «триває спеціальна воєнна операція», «майже щодня гинуть люди», «хлопці, які виконують свій професійний обов'язок», «просто мирні люди». Був федеральним спікером пропагандистського уроку «Розмови про важливе» (рос. Разговоры о важном) на тему «Волонтери Росії» 5 грудня 2022 року.
Як директор МХТ імені А. Чехова, після широкомасштабного вторгнення Росії в Україну прибрав з планів театру прем'єри тих режисерів, які не підтримали у війні Росію, а в спектаклях, що залишилися, були видалені імена режисерів Дмитрія Кримова, Кирила Серебреннікова та Олександра Молочникова.
У січні 2023 року звільнив з театру народного артиста Росії Дмитрія Назарова та його дружину, Ольгу Васільєву, через антивоєнну позицію Назарова.

## Особисте життя
З 12 січня 2000 перебував у шлюбі з журналісткою однієї з радіостанцій Санкт-Петербурга Анастасією Смирновою (31 березня 1975, Ленінград — 1 грудня 2008, Лос-Анджелес, США). Анастасія знялася у фільмах Лінії долі, 2003 (журналістка), Вбивча сила-5, 2003 (перекладачка), Sapiens, 2004 (короткометражний), 9 місяців, 2006 (прес-секретар). 1 грудня 2008 після річного лікування у Лос-Анджелесі Анастасія померла від пухлини головного мозку, поховали 15 грудня 2008 року на Троєкуровському кладовищі Москви.
Від шлюбу з Анастасією у Костянтина є син Іван Хабенський (25 вересня 2007).
Другий шлюб — влітку 2013 року одружився з актрисою МХТ Ольгою Литвиновою.
Дружить довгі роки з однокурсниками по ЛДІТМіК Михайлом Пореченковим та Андрієм Зібровим.

## Сім'я
- Батько — Юрій Аронович Хабенський (1946—2004) був інженером-гідрологом, потім аудитором, помер від раку, діагноз йому поставили, коли син почав зніматися в Нічному дозорі[20][21][22].
- Мати — Тетяна Геннадіївна Хабенська (Нікуліна) за фахом інженер-гідролог[21], була викладачем математики, в Нижньовартовську працювала в будівельній лабораторії[17][21][22].
- Старша сестра — Наталія Юріївна Хабенська — співачка, солістка Санкт-Петербурзького Єврейського музичного ансамблю, 2000 року був дует «Маргаритки» з Надією Чермантеєвою[21][23][24].

## Творчість

### Ролі в театрі

#### Театр на Крюковому каналі
- «Дорога» за кіносценарієм Ф. Фелліні (студентська робота) — канатоходець Матті
- «Жарти Чехова» (студентська робота). Режисер В. Фільштинський — Ломов
- «Три сестри» А. Чехова (студентська робота). Режисер В. Фільштинський — Чебутикін
- 1994 — «Час Висоцького» (студентська робота). Режисер В. Фільштинський — кілька ролей
- 1996 — «В очікуванні Годо» С. Беккета. Режисер Ю. Бутусов — Естрагон

#### Театр «Сатирикон»
- 1996 — «Тригрошова опера» Б. Брехта; режисер Володимир Машков
- 1996 — «Сірано де Бержерак» Е. Ростан

#### Театр «Фарси»
- 1998 — «Гамлет» (Шекспір; режисер: Віктор Крамер) — Гораціо

#### Театр ім. Ленсовєта
- 1997 — «Войцек» (Г. Бюхнер; режисер: Юрій Бутусов) — Дурник Карл
- 1997 — «В очікуванні Годо» (С. Беккет; режисер: Юрій Бутусов) — Естрагон
- 1997 — «Король, дама, валет» (В. Набоков; режисер: Владислав Пазі) — манекен, офіціант, санітар
- 1998 — «Калігула» (А. Камю; режисер: Юрій Бутусов) — Калігула
- 1998 — «Братик Кролик на Дикому Заході» (за п'єсою Едуарда Гайдая; режисер: Владислав Пазі) — братик Опосум
- 2000 — «Клоп» (В. Маяковський; режисер: Юрій Бутусов)
- 2000 — «Поживемо-побачимо» (Б. Шоу; режисер: Владислав Пазі) — Валентайн

Антреприза
- 2001 — «Смерть Тарєлкіна» (А. Сухово-Кобилін; режисер: Юрій Бутусов) — Варравін

#### МХТ ім. А.П.Чехова
- 2002 — «Качине полювання» (А. Вампілов; режисер: Олександр Марін) — Зілов
- 2004 — «Біла гвардія» (М. Булгаков; режисер: Сергій Женовач) — Олексій Турбін
- 2005 — «Гамлет» (Шекспір; режисер: Юрій Бутусов) — Клавдій
- 2009 — «Тригрошова опера» (Б. Брехт; режисер: Кирило Серебренніков) — Меккі-Ніж
- 2014 — «Контрабас» П. Зюскінд; режисер Гліб Черепанов.

Музично-літературні проекти
- 2011 — Спільний проект Костянтина Хабенського з Юрієм Башметом
- 2016 — вистава «Не покидай свою планету» за мотивами твору Сент-Екзюпері «Маленький принц», спільно з Юрієм Башметом; режисер Віктор Крамер.

## Ролі в кіно
1. 1994 — На кого Бог пошле — пішохід в окулярах (епізод)
2. 1997 — Наташа — Ференц, студент
3. 1998 — Хрустальов, машину! — диригент
4. 1999 — 2005 — Вбивча сила — Ігор Плахов
5. 1999 — Жіноча власність — Андрій Калінін
6. 1999 — Шанувальник — Стас, водій
7. 2000 — Агент національної безпеки-2 (серії 16, 17. «Людина без обличчя») — Рашид
8. 2000 — Будинок для багатих — Юрій Сапожников
9. 2000 — Імперія під ударом (серія 2. «Блакитний конверт», серія 11. "Батіг ") — Гершуні
10. 2001 — Розповідь про Федота-стрільця — мужичок-баяніст
11. 2001 — Механічна сюїта — Едуард
12. 2002 — У русі — Олександр Гур'єв
13. 2002 — Життя та смерть Петра Аркадійовича Столипіна (документальний фільм) — Д. Богров — вбивця П. А. Столипіна
14. 2003 — Особливості національної політики — Георгій
15. 2003 — Лінії долі — Костянтин, музикант
16. 2003 — Жіночий роман — Кирило
17. 2004 — Нічна Варта — Антон Городецький
18. 2004 — Бухта Філіпа — Філіп Ронін
19. 2004 — Свої — Лівшиць, політрук
20. 2004 — Богиня: як я полюбила — Полосуєв
21. 2005 — Справа про «Мертві душі» — Чичиков
22. 2005 — Денна Варта — Антон Городецький
23. 2005 — Єсенін — Лев Троцький
24. 2005 — Бідні родичі — Едуард Лєтов
25. 2005 — Загибель імперії (серія 2. «Чорний голуб») — Лозовський
26. 2005 — Статський радник — Грін (Григорій Грінберг)
27. 2006 — Зв'язок — камео
28. 2006 — Час пік — Костянтин Архипов
29. 2007 — Російський трикутник — Денис Мальцев
30. 2007 — Іронія долі. Продовження — Костянтин Лукашин
31. 2008 — Особливо небезпечний — «екс-термінатор» (колишній підривник)
32. 2008 — Адмірал — Олександр Васильович Колчак, адмірал
33. 2008 — Домовик — Антон Праченка, письменник
34. 2009 — Чудо — Микола Артем'єв
35. 2009 — Степан Разін (фільм не був завершений)
36. 2011 — Викрутаси — В'ячеслав Колотилов
37. 2011 — Шпигун, вийди геть! — Поляков, радянський дипломат
38. 2011 — Распутін —Арон Симанович
39. 2012 — Небесний суд — Андрій, прокурор першого ступеня
40. 2012 — Біла гвардія — Олексій Турбін
41. 2012 — Казка. Є — Словник
42. 2013 — Географ глобус пропив — Віктор Сергійович Служкін, вчитель географії
43. 2013 — Петро Лещенко. Все, що було... — Петро Лещенко
44. 2013 — Війна світів Z — Російський боєць
45. 20142019 — Юрій Левітан — Юрій Левітан
46. 2014 — Чорне море
47. 2014 — Авантюристи — Макс
48. 2015 — Метод — Родіон Вікторович Меглін
49. 2017 — Час перших — космонавт Павло Бєляєв
50. 2019 — Троцький — Лев Давидович Троцький

### Озвучування
1. 1995-1998 — Тімон і Пумба — Тімон (Кевін Шон)
2. 1999 — Воскрешаючи мерців — Ноель (Марк Ентоні)
3. 2000 — Пункт призначення — Картер Хортон (Керр Сміт)
4. 2002 — Небо. Літак. Дівчина — Георгій (Дмитро Орлов)
5. 2002 — Кукушка — Вейкко (Вілле Хаапасало) — закадровий переклад
6. 2005 — Мадагаскар — Алекс (Бен Стіллер)
7. 2007 — 18-14 — голос за кадром
8. 2008 — Мадагаскар 2 — Алекс (Бен Стіллер)
9. 2008 — Особливо небезпечний — «екс-термінатор» (колишній підривник)
10. 2009 — 9 —9, вчений (Елайджа Вуд)
11. 2010 — Ялинки — голос за кадром
12. 2011 — Ялинки 2 — голос за кадром
13. 2012 — Мадагаскар 3 — Алекс (Бен Стіллер)
14. 2013 — Ялинки 3 —  голос за кадром
15. 2015 — Мадагаскар 4 — Алекс (Бен Стіллер)

### Вокал
- Якщо у вас немає тітки (OST Іронія долі. Продовження)
- Попрощатися (OST Викрутаси)
- Будинок кришталевий (В. Висоцький)
- Москва-Одеса (В. Висоцький)

## Призи та нагороди
- 1999 — лауреат незалежної акторської премії ім. В. І. Стржельчика за акторський ансамбль у виставі «В очікуванні Годо».
- 2000 — премія Гатчинського кінофестивалю «Література та кіно» в номінації «Найкраща чоловіча роль» за роль Андрія в «Жіночій власності».
- 2003 — приз 11-го фестивалю «Віват кіно Росії!» В номінації «Найкраща чоловіча роль» за роль Саші Гур'єва у фільмі «У русі».
- 2005 — приз фестивалю «Кінотавр» у номінації «Найкраща чоловіча роль» за роль Едіка в «Бідних родичах».
- 2005 — театральна премія «Чайка» у номінації «Злодій» (найкращий виконавець негативної ролі) за роль Клавдія в спектаклі МХТ «Гамлет».
- 2006 — заслужений артист Росії — за заслуги в галузі мистецтва[25].
- 2006 — премія російської кінопреси «Золотий овен» в номінації «Найкраща чоловіча роль за результатами народного голосування» за роль Едіка в «Бідних родичах».
- 2006 — премія «Золотий орел» у номінації «Найкраща чоловіча роль другого плану» за роль Гріна в «Статському раднику».
- 2007 — Міжнародна премія Станіславського у номінації «Найкращий актор» (за ролі останніх років).
- 2008 — приз «MTV Росія» в номінації «Найкраща комедійна роль» за роль Кості Лукашина у фільмі «Іронія долі. Продовження».
- 2008 — приз «Золотий меч» VI-го Міжнародного фестивалю військового кіно імені народного артиста СРСР Юрія Озерова у номінації «Найкраща чоловіча роль» за роль Колчака у фільмі «Адмірал».
- 2009 — премія «Золотий орел» у номінації «Найкраща чоловіча роль» за роль А. В. Колчака у фільмі «Адмірал».
- 2009 — приз «MTV Росія» у номінації «Найкраща чоловіча роль» за роль А. В. Колчака у фільмі «Адмірал».
- 2012 — народний артист Росії — за великі заслуги в галузі мистецтва.[3]
- 2013 — приз фестивалю "Кінотавр "у номінації «Найкраща чоловіча роль» за роль Віктора Сергійовича Служкіна у фільмі «Географ глобус пропив»[26].
- 2014 — премія «Золотий орел» у номінації «Найкраща чоловіча роль» за роль Віктора Сергійовича Служкіна у фільмі «Географ глобус пропив».

## Пародії
Костянтин Хабенський був два рази спародійований у телепередачі «Велика різниця» у ролі Антона Городецького у фільмі «Нічна Варта» і в ролі Олександра Колчака у фільмі «Адмірал». Пародії виконав артист трупи Сергій Бурунов.